# Ailier (handball)
 (avril 2025).
Si vous disposez d'ouvrages ou d'articles de référence ou si vous connaissez des sites web de qualité traitant du thème abordé ici, merci de compléter l'article en donnant les références utiles à sa vérifiabilité et en les liant à la section « Notes et références ».
Pour les articles homonymes, voir Ailier.
Au handball, un ailier ou une ailière est un joueur généralement situé sur les ailes, le long de la ligne de touche. 

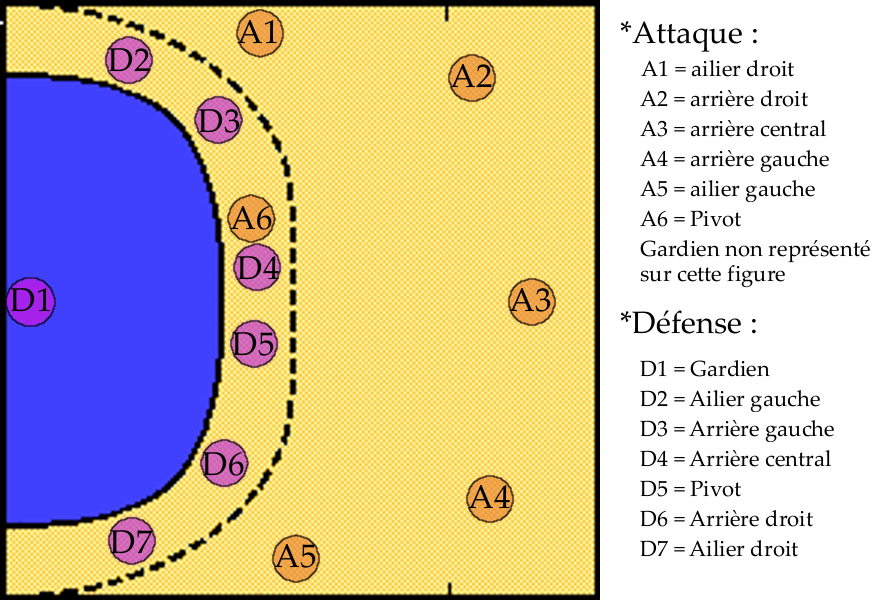
Sur ce schéma dit de « défense 6-0 », les ailiers occupent les postes A1 et A5 en attaque et D2 et D7 en défense.

Ce poste est occupé par un droitier à l'aile gauche et par un gaucher à l'aile droite afin de pouvoir s'ouvrir au maximum l'angle de tir.
Généralement, les ailiers sont les joueurs les plus petits de l'équipe, mais ils possèdent de grandes qualités de rapidité (ils sont les spécialistes des contre-attaques), d'explosivité (les tirs aux ailes et les kung fu nécessitent une grande et longue extension) et une grande souplesse de mouvement et de poignet (les roucoulettes et les chabalas sont souvent réalisés par les ailiers).
Lors d'une attaque placée, ils ont pour rôle de se tenir le plus près possible de leur ligne de touche afin d'étirer la défense adverse sur la largeur. Par conséquent, il va tâcher d'augmenter son angle de tir en ayant la plus grande extension possible et en retardant le plus possible son tir, au risque d'être en appui-zone. 
Il leur arrive aussi de glisser dans la défense adverse pour faire office de second pivot, ceci pouvant fortement désorganiser le système défensif adverse. Lorsque l’équipe adverse perd la balle durant une de ses attaques, l’ailier a pour rôle de courir le plus vite possible vers la cage adverse pour recevoir la balle de ses coéquipiers et marquer en position de contre-attaque.
Bien qu'étant généralement très spectaculaires, seulement trois ailiers ont été élus meilleur handballeur mondial de l'année : la Norvégienne Linn-Kristin Riegelhuth Koren en 2008, l'Espagnol Rafael Guijosa en 1999 et la Brésilienne Alexandra do Nascimento en 2012.

## Ailiers célèbres
Parmi les meilleurs ailiers gauches, on trouve :
- Lars Christiansen, a dépassé la barre des 1500 buts en équipe nationale.
- Juanín García, recordman de buts marqués en Championnat d'Espagne et en équipe nationale d'Espagne.
- Uwe Gensheimer, quatre fois élu meilleur joueur de l'année en Allemagne.
- Michaël Guigou, triple champion olympique, quadruple champion du monde et triple champion d'Europe.
- Rafael Guijosa, élu meilleur handballeur mondial de l'année en 1999
- Alexandre Karchakevitch, champion olympiques en 1988 et champion du monde 1990, considéré, avec le Roumain Maricel Voinea, comme l'un des inventeurs de la roucoulette.
- Édouard Kokcharov, élu meilleur ailier gauche au Mondial 2001, Mondial 2003, Euro 2004, Mondial 2005, Euro 2006, Mondial 2007.
- Stefan Kretzschmar, élu meilleur ailier gauche des 20 ans de la Ligue des champions entre 1993 et 2013.
- Guðjón Valur Sigurðsson, a dépassé la barre des 1500 buts en équipe nationale.

Parmi les meilleurs ailiers droits, on trouve :
- Luc Abalo, triple champion olympique, triple champion du monde et triple champion d'Europe.
- Grégory Anquetil, meilleur ailier droit du championnat de France entre 1999 et 2006.
- Mirza Džomba, élu meilleur ailier droit des 20 ans de la Ligue des champions entre 1993 et 2013.
- Hans Lindberg, double champion d'Europe (2008 et 2012) et double champion du monde (2019 et 2023), champion olympique (2024), meilleur buteur de l'histoire du championnat d'Allemagne

## Ailières célèbres
Parmi les meilleurs ailières gauches, on trouve :
- Siraba Dembélé-Pavlović, vice-championne olympique, championne du monde et championne d'Europe.
- Camilla Herrem, sextuple championne d'Europe, triple championne du monde et double championne olympique.
- Polina Kouznetsova, élue meilleure ailière gauche du Championnat du monde 2007, du Championnat d'Europe 2012 et des Jeux olympiques de 2016
- Emilia Toureï, triple championne du monde
- Chloé Valentini, championne olympique en 2021 et championne du monde en 2023, élue meilleure joueuse du championnat de France en 2023-2024 et meilleure ailière gauche du championnat du monde 2023.

Parmi les meilleurs ailières droites, on trouve :
- Alexandra do Nascimento, élue meilleure handballeuse de l'année en 2012
- Janne Kolling, double championne olympique, double championne d'Europe et championne du monde
- Jovanka Radičević élue meilleure ailière droite du championnat d'Europe en 2012, 2020 et 2022 et du championnat du monde en 2015,  2019
- Linn-Kristin Riegelhuth Koren, élue meilleure handballeuse de l'année en 2008
- Woo Sun-hee, élu meilleure ailière droite des JO de 2004 et des championnats du monde 2003, 2005 et 2013

## Galerie

"Exemple
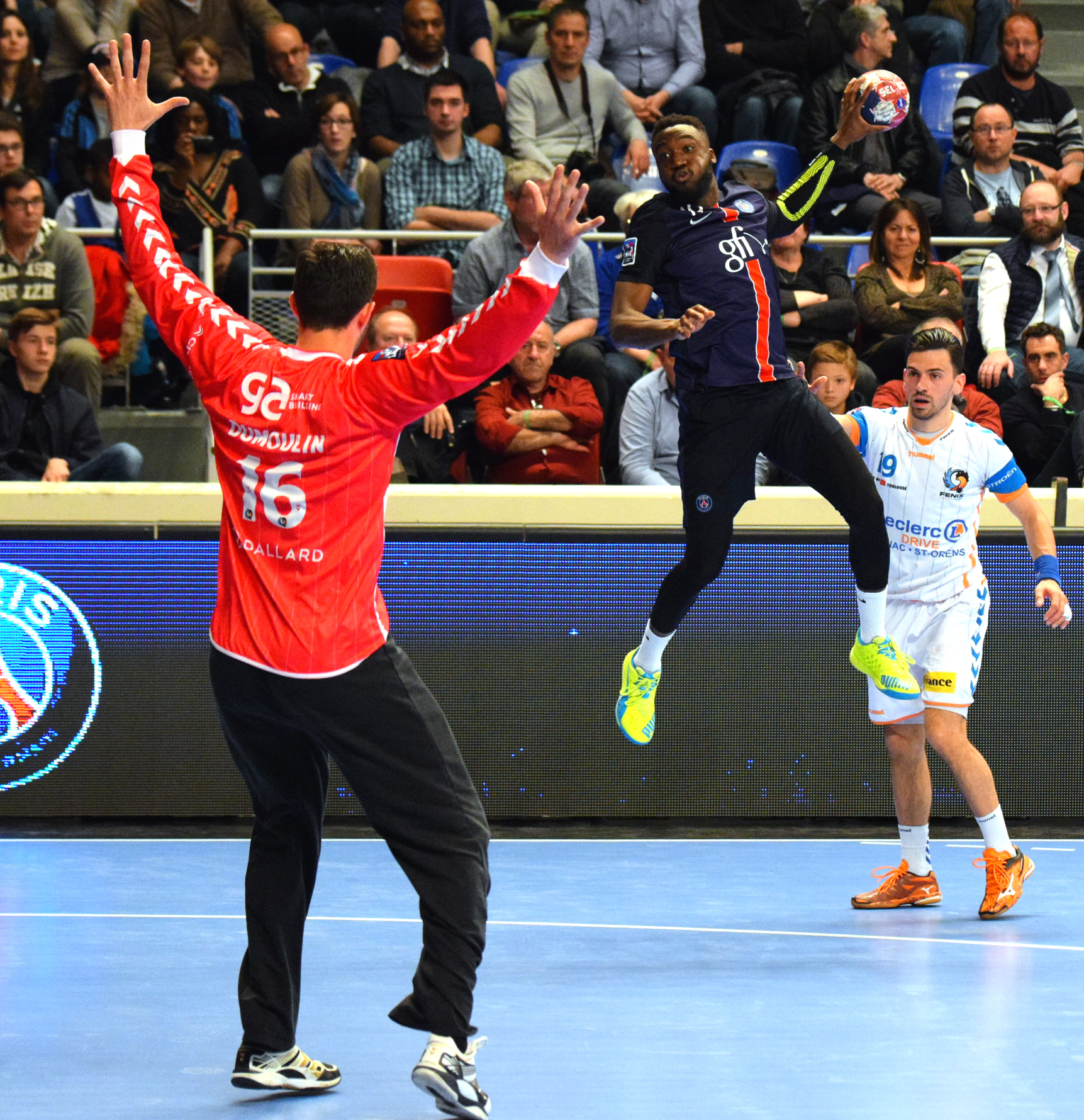
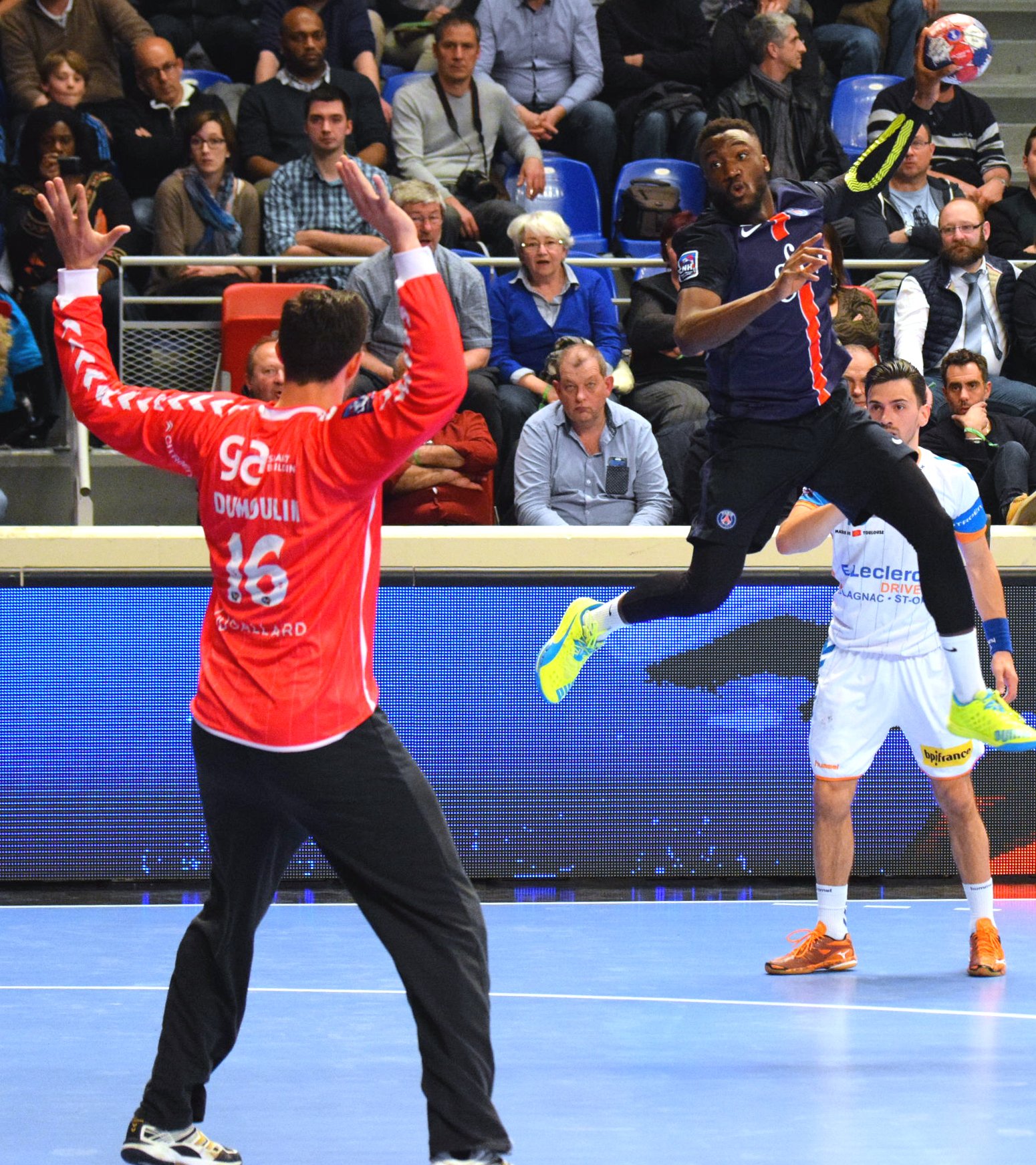
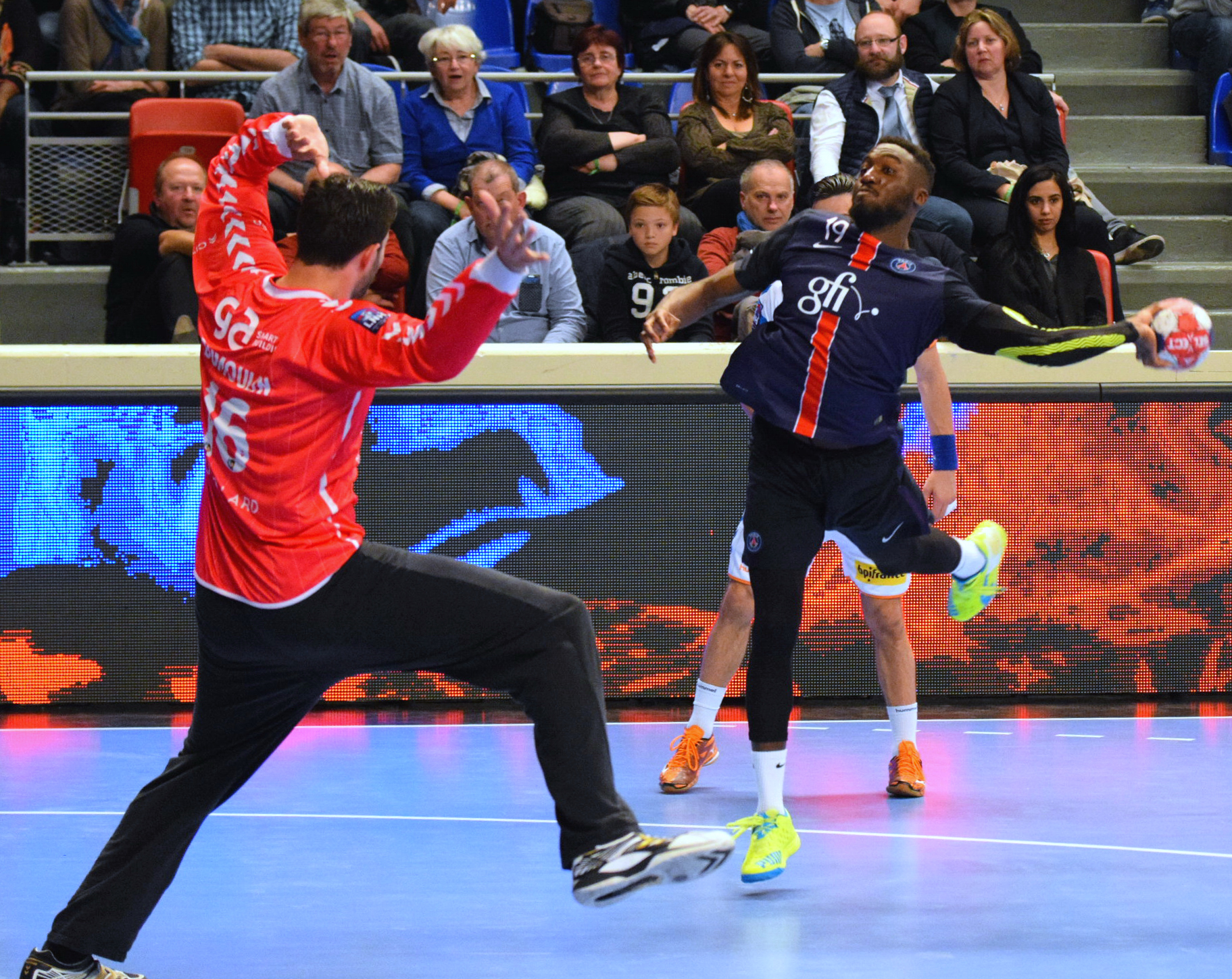
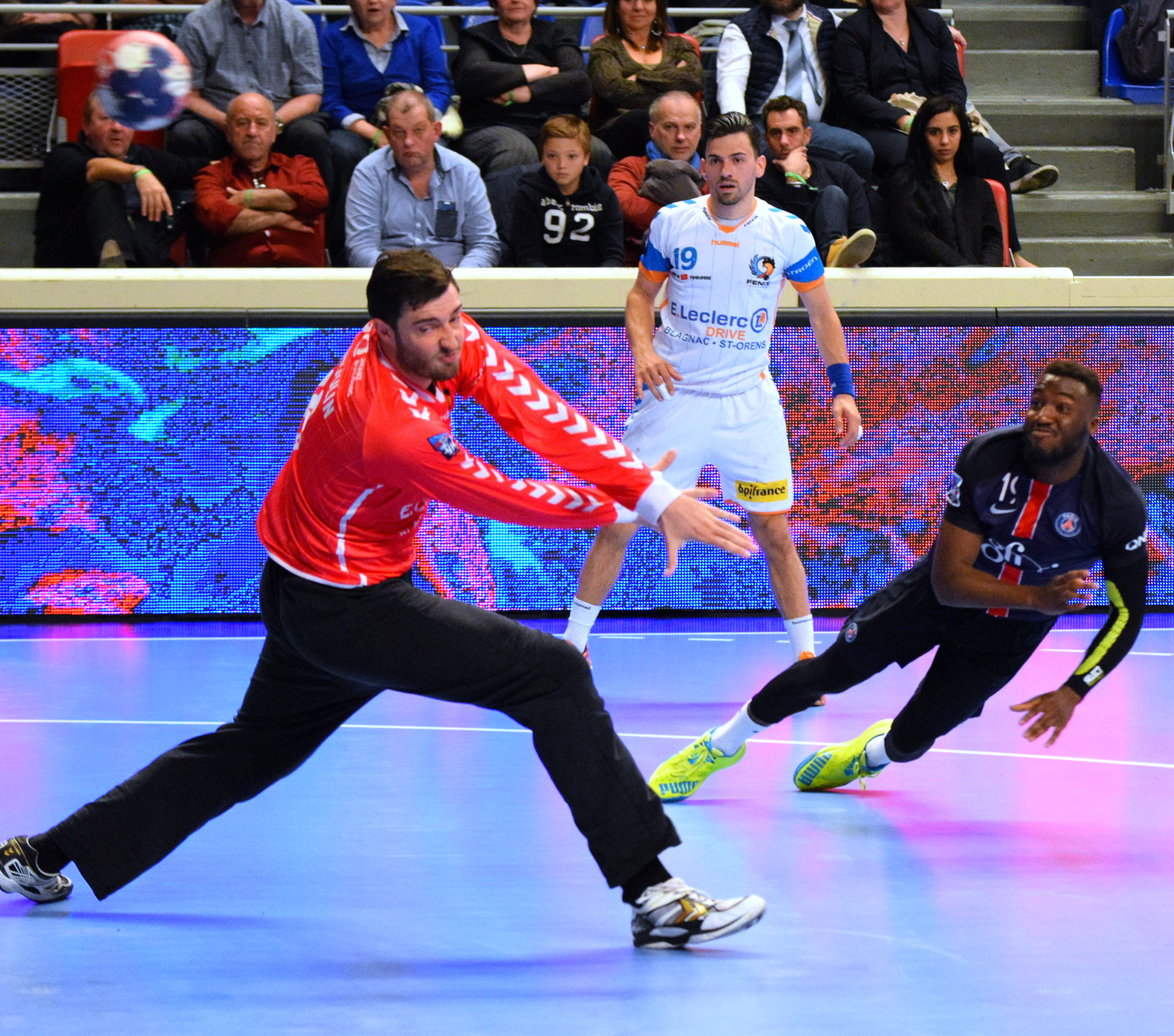

- Exemple d'un tir d'ailier, ici de Luc Abalo face à Cyril Dumoulin.

- Autres exemples d'actions d'ailières et d'ailiers.

"Autres
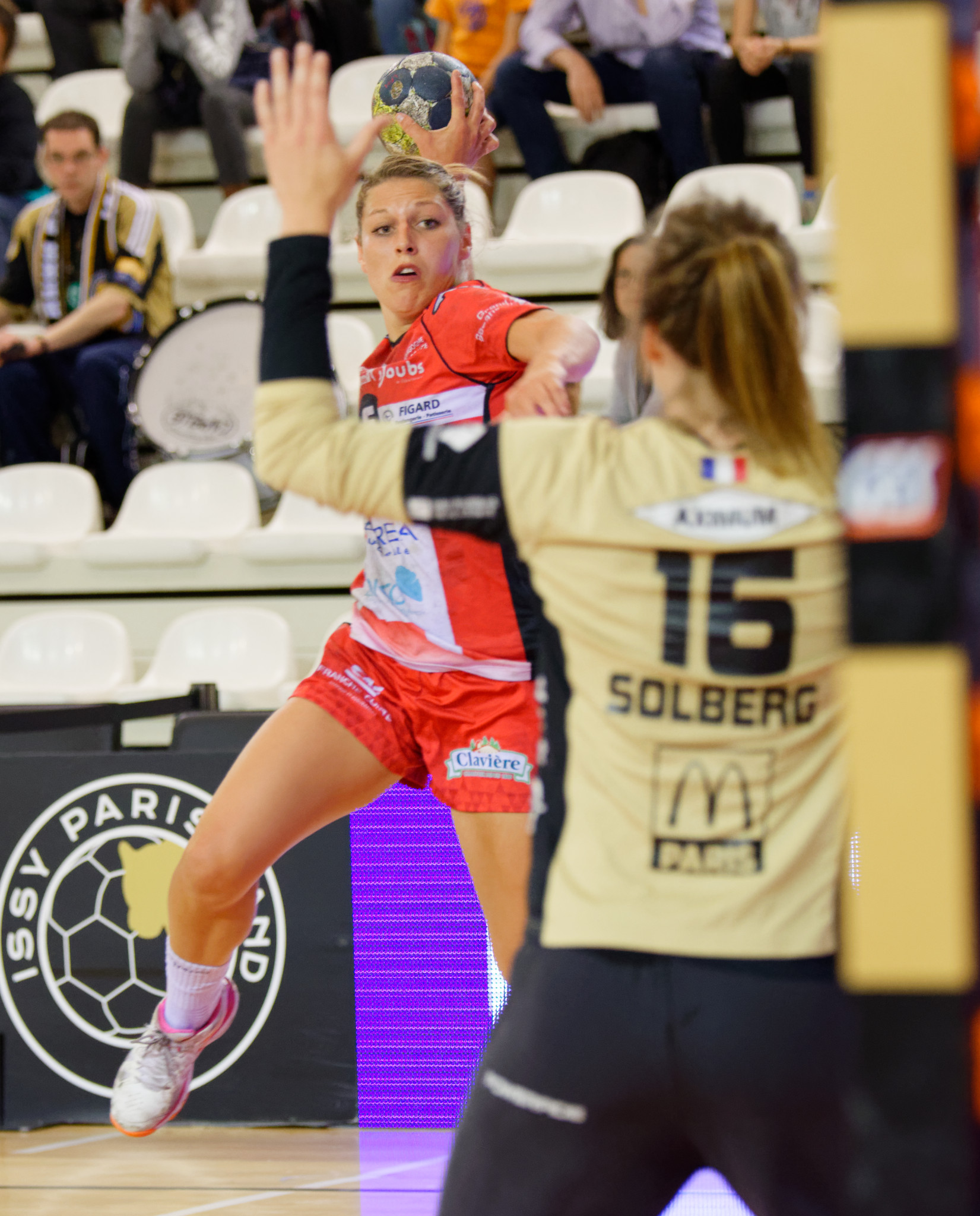
Bouquet masque son tir face à Solberg
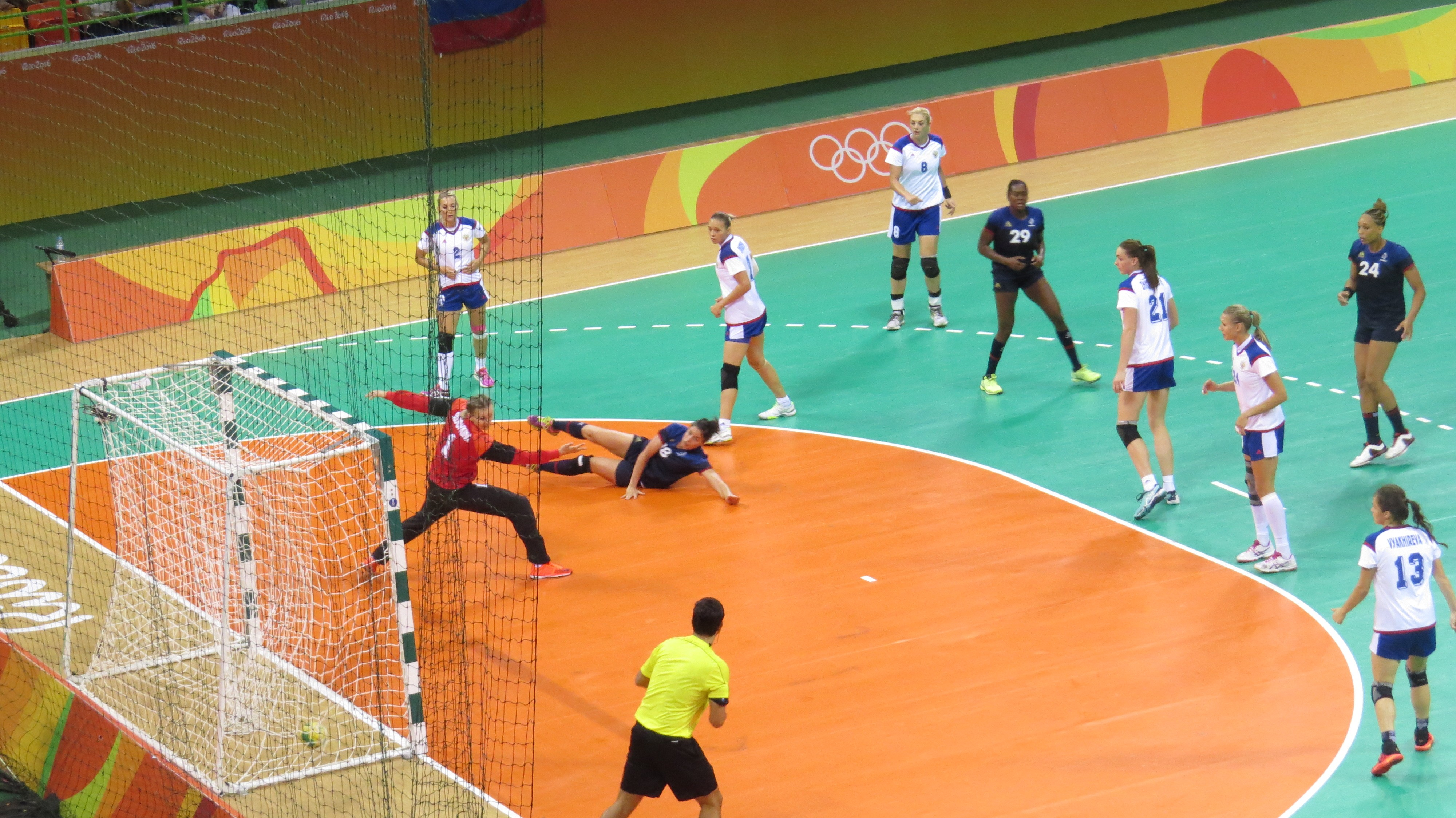
Chloé Bulleux à terre après avoir marqué
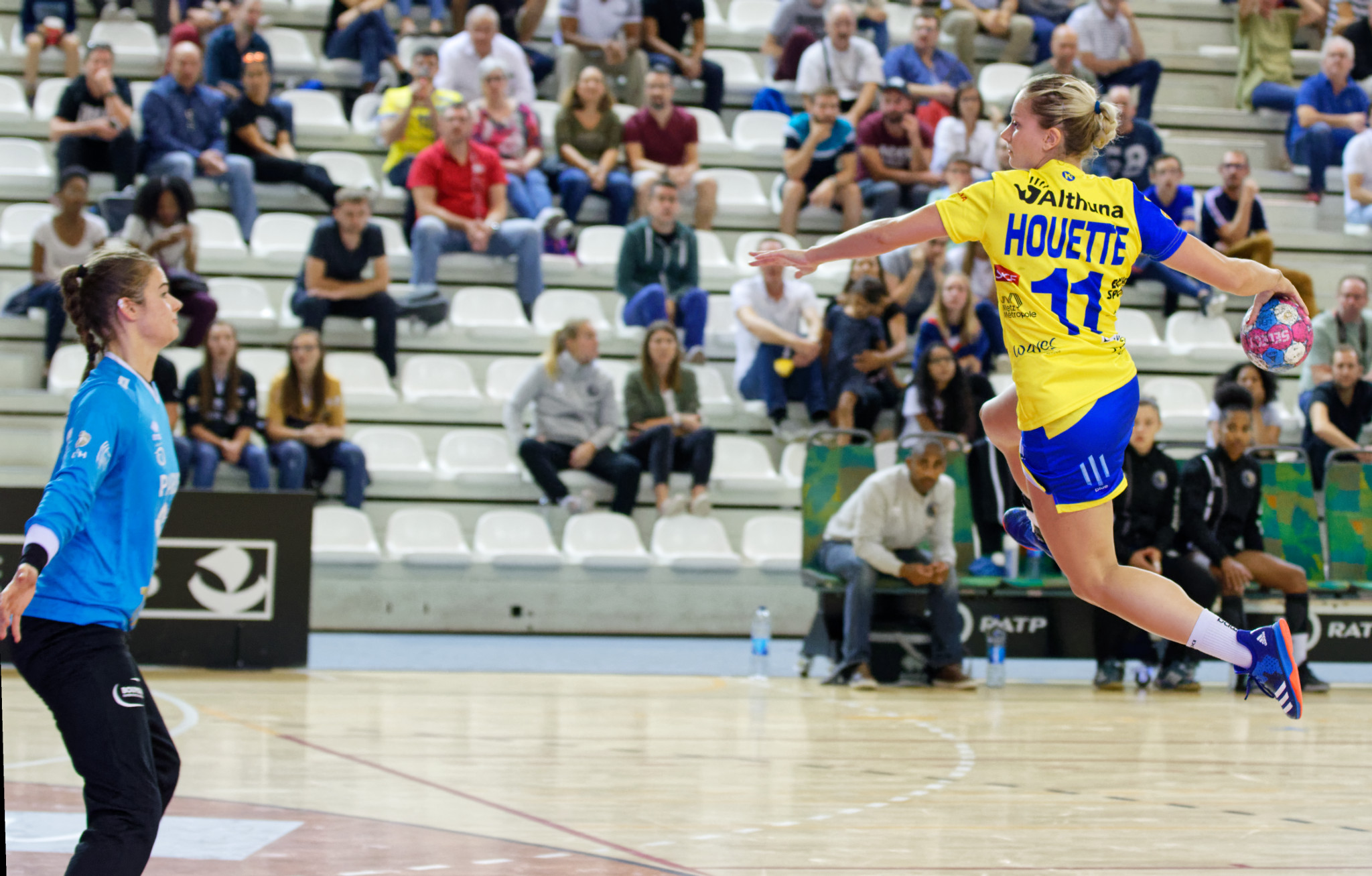
Manon Houette en contre-attaque
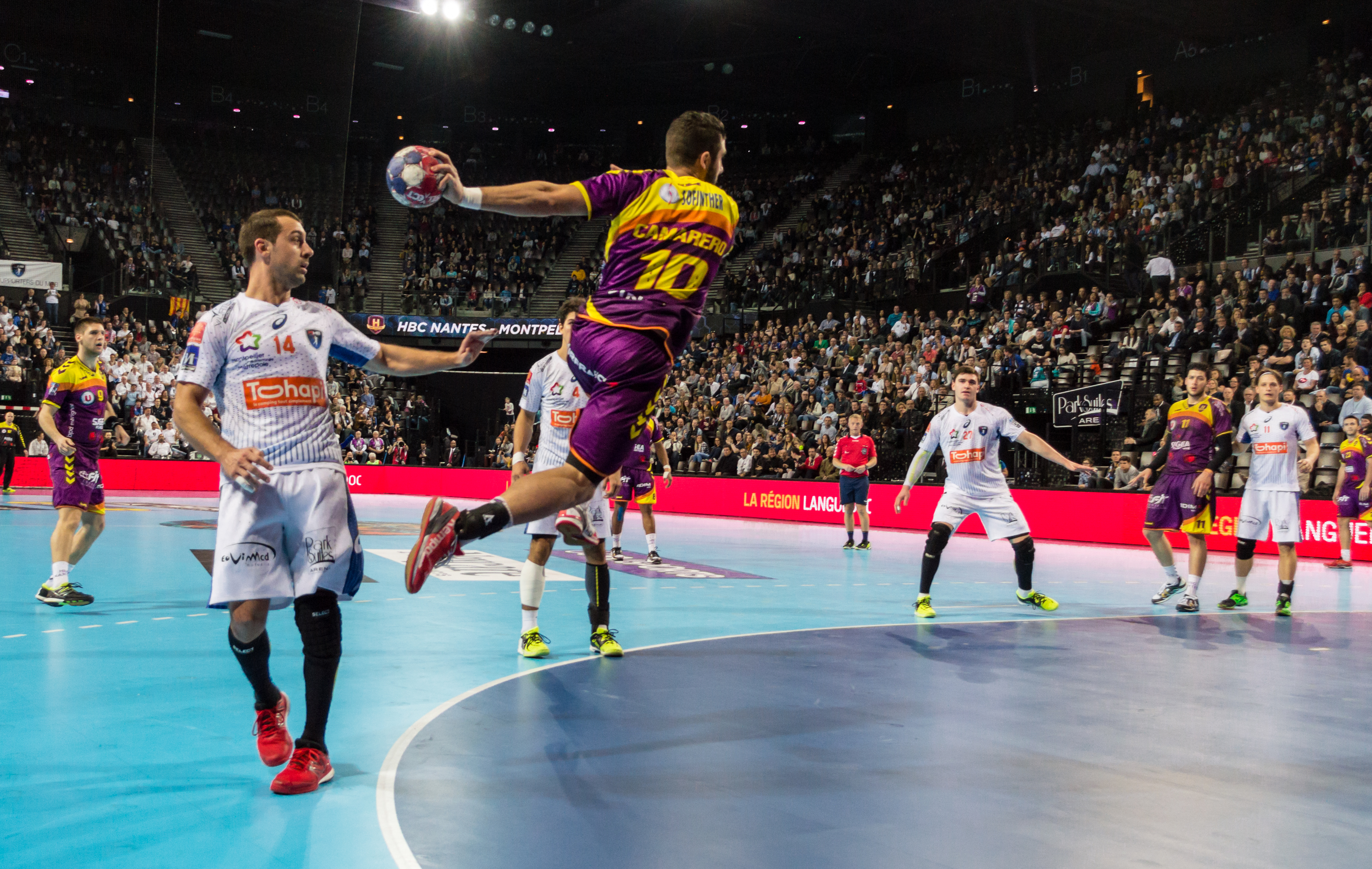
Jordan Camarero en suspension sous les yeux de Michaël Guigou
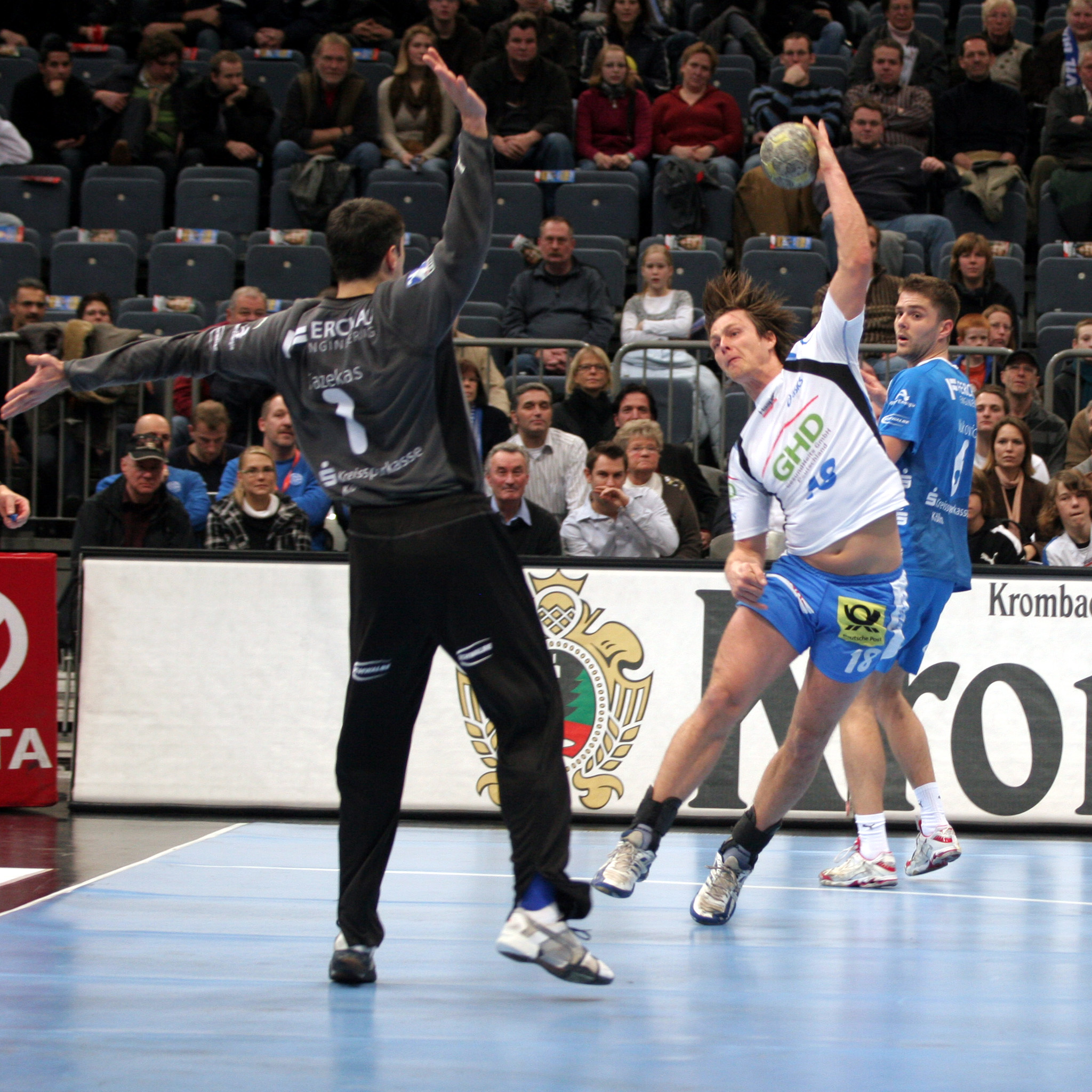
L'appui-zone[1] n'est (en principe) pas autorisé...
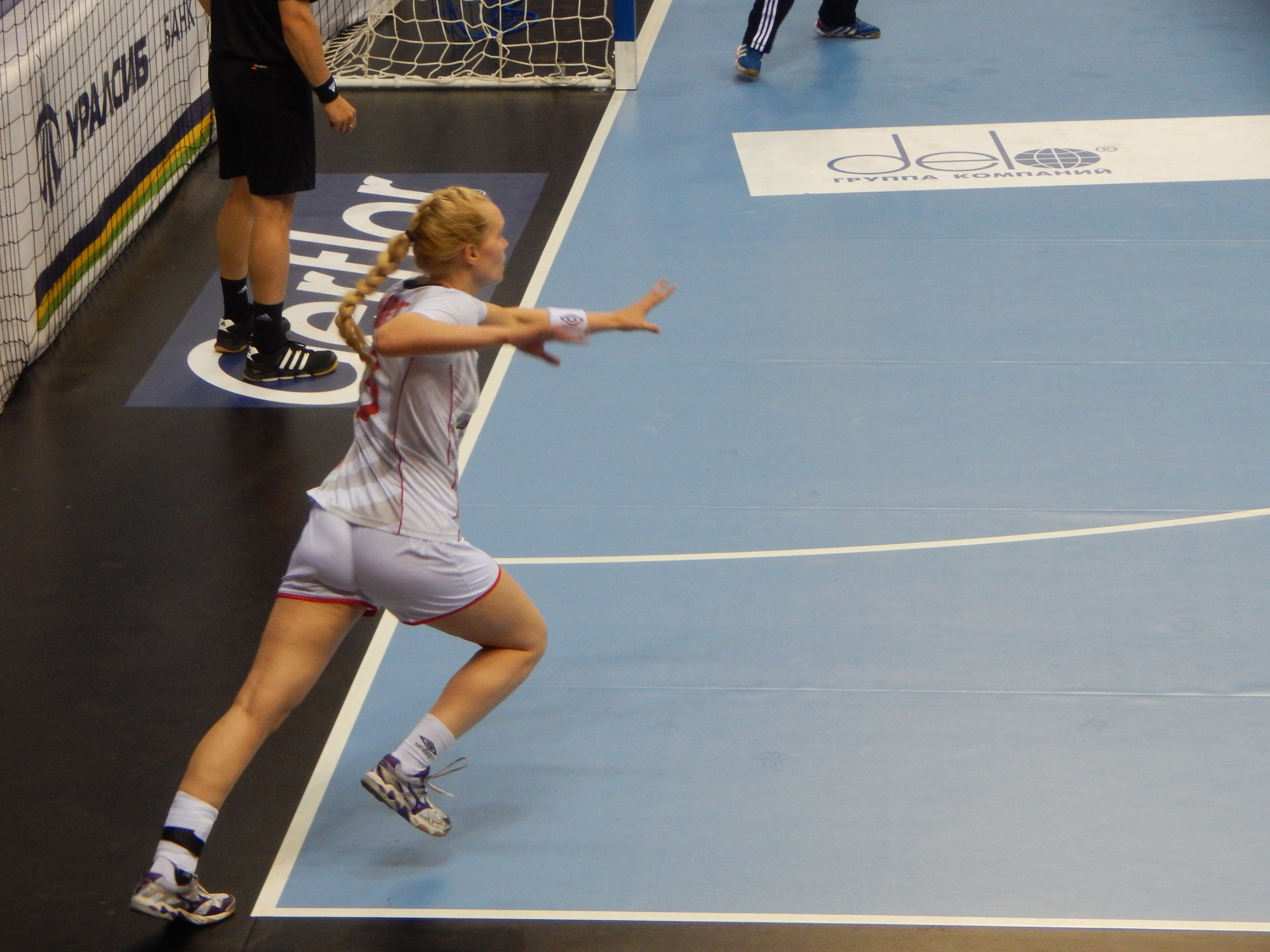
Prendre appui hors du terrain n'est (en principe) pas autorisé...